# DoDTechipedia

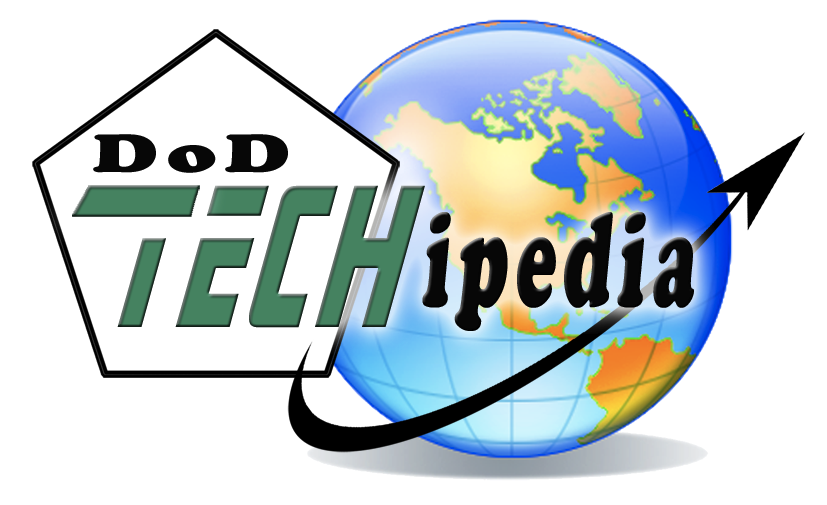
Logo de DoDTechipedia

DoDTechipedia es una wiki desarrollada por el Departamento de Defensa de los Estados Unidos (DoD), para facilitar una mayor comunicación y colaboración entre los científicos, ingenieros, gerentes de programas, profesionales de adquisiciones y combatientes operacionales del Departamento de Defensa. DoDTechipedia es una base de conocimiento viviente que reduce la duplicación de esfuerzos, fomenta la colaboración entre las áreas de programas y conecta a los proveedores de capacidades con los desarrolladores de tecnología. DoDTechipedia se ejecuta en el motor wiki Confluence, a diferencia de una serie de wikis gubernamentales basados en MediaWiki como Diplopedia y Bureaupedia.

## Creación

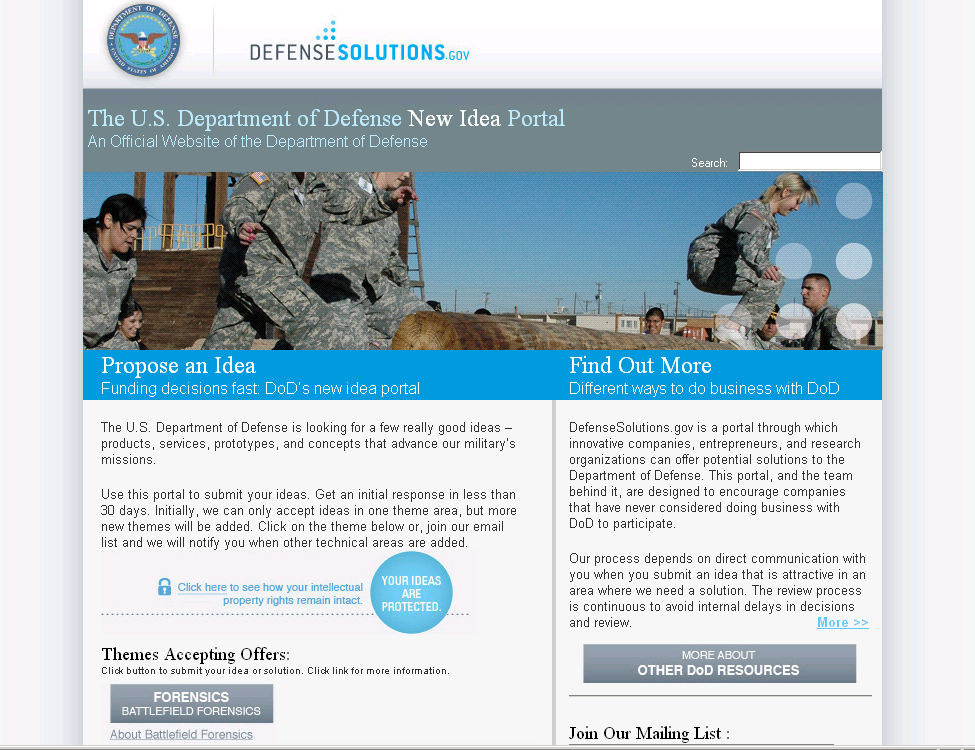
Portal DefenseSolutions (DoDTechipedia External) 2009

Lanzado el 1 de octubre de 2008, DoDTechipedia fue desarrollado para aumentar la comunicación y la colaboración entre los científicos, ingenieros y profesionales de la adquisición del Departamento de Defensa, así como combatientes operacionales y, en última instancia, socios académicos y del sector privado. El objetivo es romper los procesos existentes de comunicación y coordinación y permitir que los investigadores colaboren directamente con otros investigadores en áreas relacionadas y con usuarios de tecnología en todo el Departamento de Defensa. Usando tecnologías Web 2.0, específicamente herramientas de wiki y blogs, DoDTechipedia les permite a los usuarios ver y discutir las tecnologías innovadoras que se están desarrollando en todo el Departamento de Defensa y también las tecnologías emergentes de los sectores académico y privado. Una mayor colaboración dará como resultado un desarrollo tecnológico más rápido y el descubrimiento de soluciones innovadoras para satisfacer las necesidades críticas de capacidad.
Varias organizaciones del DoD están trabajando juntas para desarrollar, mantener y gobernar DoDTechipedia, incluyendo: Subsecretario de Defensa para Adquisición, Tecnología y Logística (AT & L), Director de Investigación e Ingeniería de Defensa (DDR & E), Integración de Redes e Información y Jefe de Defensa. Oficial (NII / DoD CIO) y Defense Technical Information Center (DTIC).

## Prácticas comunitarias

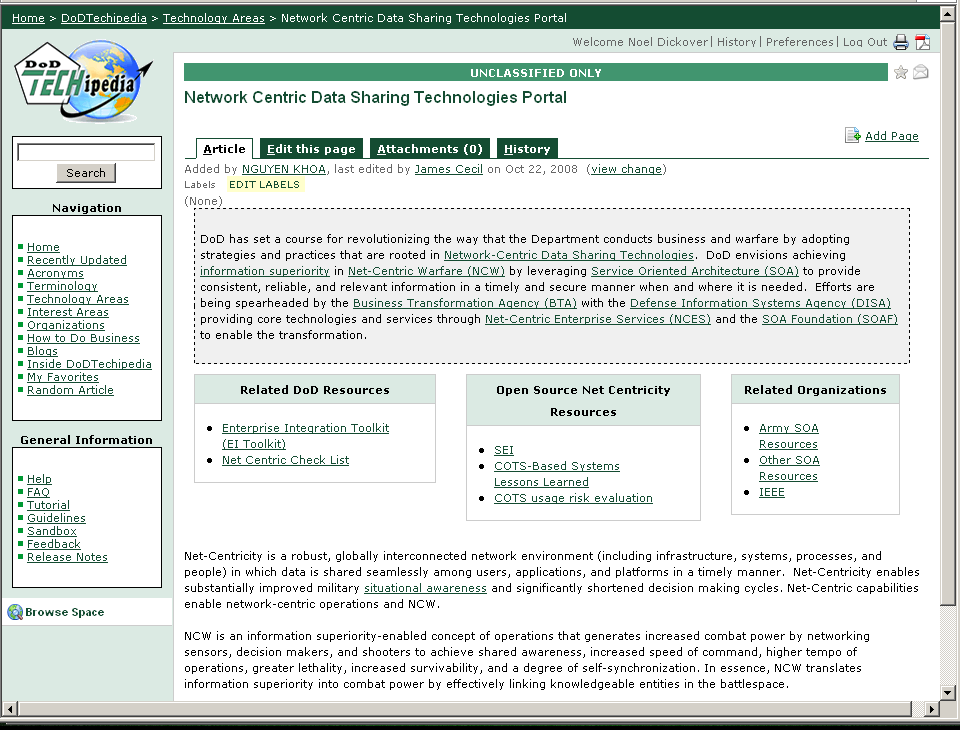
Captura de pantalla de ejemplo de la interfaz DoDTechipedia (2009)

El DoDTechipedia de acceso limitado es un repositorio de artículos interactivos creados por el usuario. Los usuarios de Wiki pueden interactuar con un artículo editando contenido, agregando archivos adjuntos, creando subpáginas, publicando cuadros de discusión y viendo el historial de cambios. Las discusiones se pueden iniciar en la página en sí agregando cuadros de discusión al final del artículo. Dentro de los cuadros de discusión en la página, todos los usuarios pueden responder a los pensamientos de los demás y publicar comentarios.
Los empleados militares, civiles y contratistas del Departamento de Defensa con Tarjetas de acceso común (CAC) pueden acceder a un registro rápido y luego iniciar sesión en DoDTechipedia utilizando sus CAC. Otros empleados y contratistas del gobierno federal de EE. UU. Pueden acceder a DoDTechipedia luego de registrarse a través del registro de DTICs Archivado el 5 de septiembre de 2018 en Wayback Machine..
Para promover una cultura colaborativa, DoDTechipedia también es compatible con los blogs, con subprocesos clasificados en cada una de las áreas tecnológicas originales. Los blogs están destinados a ser el centro de intercambio informal de información entre los usuarios. Los usuarios no solo pueden compartir pensamientos, sino que también pueden conocer a otros con intereses similares que desarrollan redes dentro de la comunidad. Los blogs de DoDTechipedia están controlados por propietarios de blogs que ofrecen publicaciones periódicas. Si bien cualquier usuario puede comentar una entrada de blog, solo el propietario del blog puede publicar una entrada. DoDTechipedia siempre está buscando propietarios adicionales de blogs.